# Dorothy Dell
Dorothy Dell (30 de enero de 1915 – 8 de junio de 1934) fue una actriz cinematográfica estadounidense.

## Inicios y carrera
Su nombre completo era Dorothy Dell Goff, y nació en Hattiesburg, Misisipi, en una familia socialmente destacada, siendo su madre descendiente de Jefferson Davis. A los 13 años de edad se mudó con la familia a Nueva Orleáns, Louisiana. 
Deseando desde sus inicios llegar a ser cantante, fue descubierta por el compositor Wesley Lord, firmando pronto un contrato para trabajar en la radio. Además, empezó a competir y ganar concursos de belleza, ganando en 1930, a los 15 años de edad, el título de "Miss New Orleans". Ese mismo año se presentó al Concurso Internacional de Belleza de Galveston, Texas, ganando el título de Miss Universo.
Gracias a ese título consiguió actuar con éxito como artista de vodevil. Aunque había recibido ofertas artísticas de mayor calidad, decidió entrar en el vodevil porque quería ayudar a su amiga Dorothy Lamour a llegar a la fama, una promesa que ella había hecho poco antes de ser elegida Miss Universo.
Tras trabajar en el circuito de vodevil durante 32 semanas, en 1931 se trasladó a Nueva York. Una noche cantó en una función benéfica y fue descubierta por Florenz Ziegfeld, que dispuso que ella actuara en el circuito de Broadway en las producciones teatrales Ziegfeld Follies. Posteriormente a ello hizo un papel en la producción Tattle Tales (1933). En esa época tuvo una relación cercana con Russ Columbo, aumentando su fama a causa de la atención que la prensa prestaba a la misma, a pesar de negar la posibilidad de un inminente matrimonio. Dell y Columbo se habían conocido en una prueba para Ziegfeld. El agente de Columbo, Con Conrad, estaba decidido a finalizar la relación haciendo públicos unos romances "únicamente publicitarios" entre Columbo y otras actrices de mayor fama.
En diciembre de 1933 fue a Hollywood, donde fue contratada por Paramount Pictures. Aunque en un principio debía interpretar pequeños papeles, Dell consiguió su primera interpretación pasando por delante de competidoras de la talla de Mae Clarke e Isabel Jewell, debutando en la pantalla con el film Wharf Angel (1934). La producción fue un éxito, y las críticas a Dell favorables, por lo cual Paramount empezó a pensar en ella como una potencial estrella. A ese film le siguió un papel más sustancial en la película de Shirley Temple Little Miss Marker.   
A continuación rodó Shoot the Works, película por la que fue comparada con Mae West, siendo un éxito su interpretación en el film de la balada "With My Eyes Wide Open, I'm Dreaming". Paramount programó que ella trabajara cono Gary Cooper y Shirley Temple en Now and Forever, en el que habría de ser su debut con un primer papel romántico.

## Fallecimiento
El 8 de junio de 1934, Dell accedió a viajar en coche a Pasadena (California) con el Dr. Carl Wagner, de 38 años de edad, pues él insistió en que ella debía tomarse un tiempo de asueto entre las tomas de Shoot the Works e ir a ver a su madre. Tras la reunión, la pareja fue a una fiesta en un local de Altadena, California. Cuando iban de vuelta a Pasadena, el coche se salió de la vía chocando contra un poste telefónico y después contra una roca. Dell falleció en el acto, y Wagner seis horas más tarde, en un hospital. 
Se había dicho que la actriz tenía una relación sentimental con Wagner, pero varias fuentes lo niegan, afirmando, en cambio, que estaba comprometida con el caricaturista Nat Carson.
Dorothy Dell fue enterrada en el Cementerio Metairie de Nueva Orleans, Louisiana.
El que iba a ser su próximo papel, en Now and Forever, fue finalmente interpretado por Carole Lombard, dándole a esta actriz uno de sus primeros éxitos. 

## Filmografía
- Passing the Buck (1932)
- Wharf Angel (1934)
- Little Miss Marker (1934)
- Shoot the Works (1934)